# Сицилийцы
Сицилийцы (итал. Siciliani; самоназвание И Сичилиани (сиц. I Siciliani) — субэтническая группа итальянцев с ярко выраженным этническим самосознанием. Считают себя отдельным народом романской языковой группы. В Италии в отношении сицилийцев используется термин «сичилианита» (итал. sicilianità «сицилийство»), признающий особенности культуры и национального характера коренного населения Сицилии.
Сицилийцы являются основным населением Сицилии и составляют основную часть италоамериканцев в США, Бразилии, Аргентине. Общая численность — около 15 млн человек (2008). На Сицилии проживает 4,8 млн человек. Исповедуют католицизм. Язык — сицилийский, также владеют итальянским (Италия) и английским (США) языками.

## Происхождение
В бронзовом веке Сицилия была заселена племенами сикан (на западе) и сикул (на востоке). В VIII—VI веках до н. э. на острове появились колонии финикийцев и древних греков, ассимилировавшие местное население. На языках этих двух народов говорили здесь вплоть до II века. В 227 году до н. э. Сицилия была завоёвана древними римлянами и стала первой древнеримской провинцией. Процесс романизации на острове завершился только в VI веке. В раннем средневековье местное население смешивалось с остготами, византийцами, арабами и норманнами.
В XII веке норманны создали на острове великое графство Сицилия, вскоре ставшее королевством Сицилия. В XII—XIII веках появляется литература на сицилийском языке, который становится первым литературным языком Италии. В это же время начинает формироваться единое этническое самосознание сицилийцев, впервые проявившееся во время Сицилийской вечерни. В XV—XVII веках сицилийская культура испытала влияние испанской культуры, в XVIII веке — итальянской культуры.
В начале XIX века здесь существовало королевство Обеих Сицилий, насильственно включённое в состав единого королевства Италия в 1861 году. С того времени в отношении сицилийцев со стороны центрального правительства предпринимались меры по их итальянизации. Но, как и сардинцы, сицилийцы продолжают сохранять этническое самосознание.

## Язык

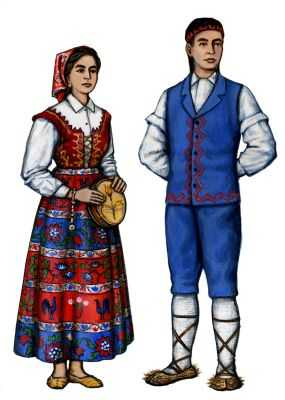
Традиционный костюм сицилийцев

На сицилийском и его диалектах разговаривают на острове Сицилия, в южной Калабрии, южных частях Апулии, а также в Кампании. В связи с более чем столетним правлением мусульман (965—1072) имеется некоторое влияние арабского языка. Кроме юга Италии, на сицилийском языке разговаривают в странах, куда сицилийцы эмигрировали в значительных количествах. Это США, Канада, Австралия, Бразилия и Аргентина. В последнее время значительное число сицилийцев переселилось также в промышленные районы севера Италии и в другие страны Евросоюза, особенно в Германию.

## Традиции
Традиционные занятия сицилийцев — пашенное земледелие, разведение цитрусовых, виноградарство, овцеводство. Местные ремесленники до сих пор производят бытовую и художественную керамику, сицилийские деревянные повозки.
Из типов сельского жилища наиболее распространён средиземноморский, есть постройки из необработанного камня.
Традиционные костюмы: мужской — штаны и куртка из козлиной шкуры, надеваемые поверх коротких штанов и жилета, женский — близок итальянскому. Многие элементы традиционной одежды производятся из домотканой шерсти. В XX веке частью мужского костюма стала сицилийская кепка — коппола.
Сицилийцы имеют богатый фольклор, народный кукольный театр, внесённый ЮНЕСКО в список нематериального культурного наследия.
Всемирно известна местная организованная преступность — мафия, и её заокеанский филиал — коза ностра.

## Галерея

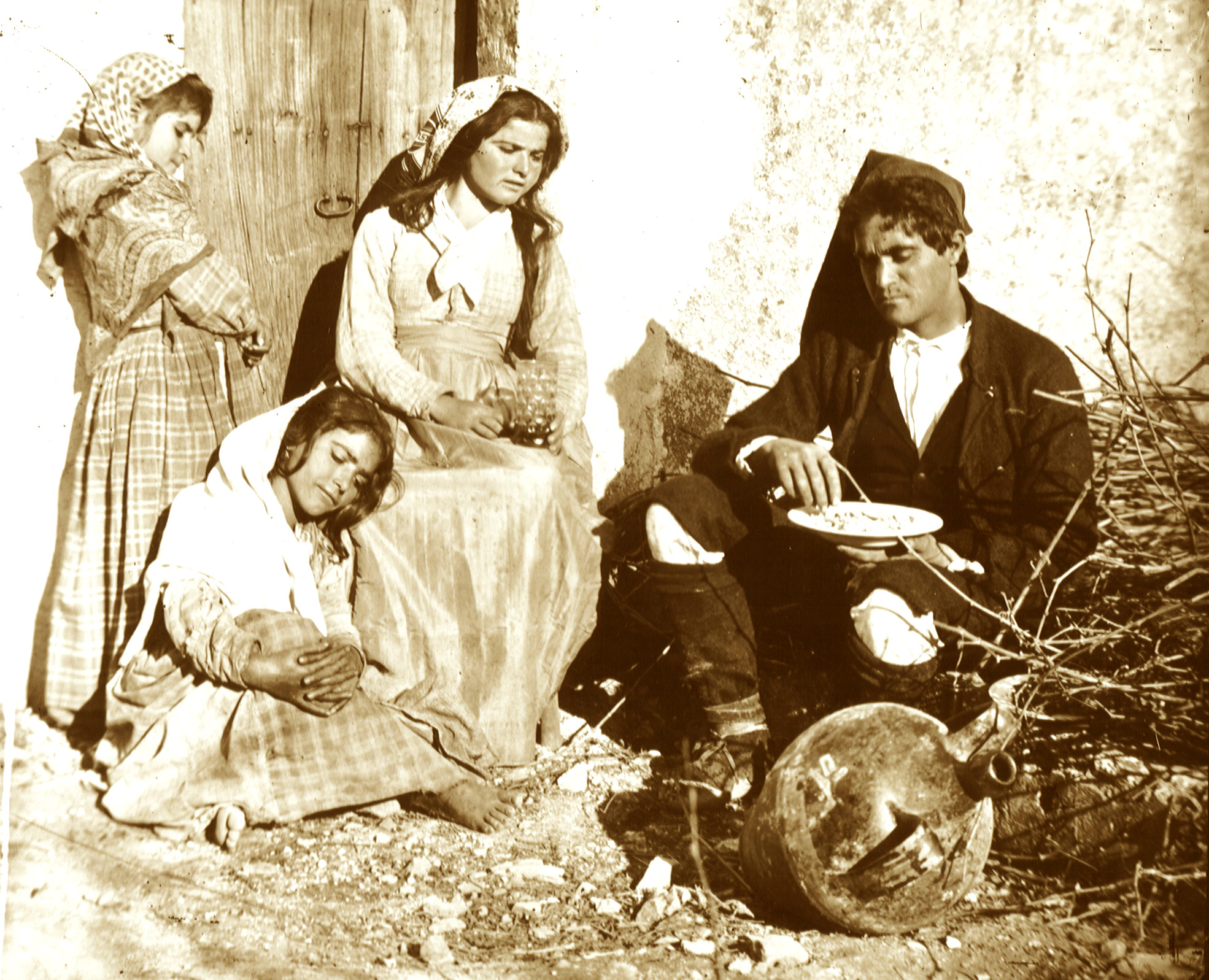
Вильгельм фон Глёден "У двери", Лимина, 1890-е годы
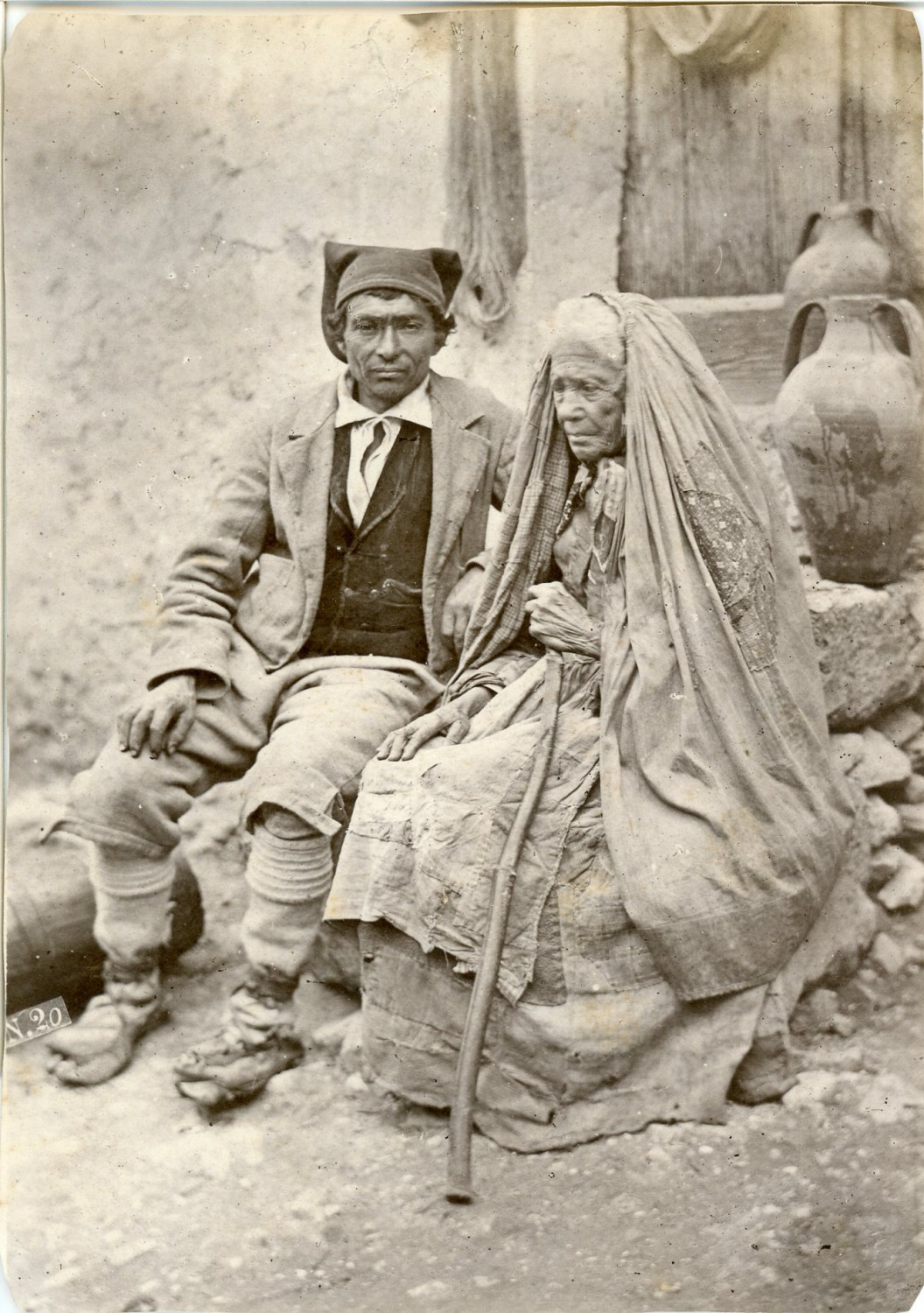
Вильгельм фон Глёден - Простые сицилийцы в национальной одежде, 1880-е годы
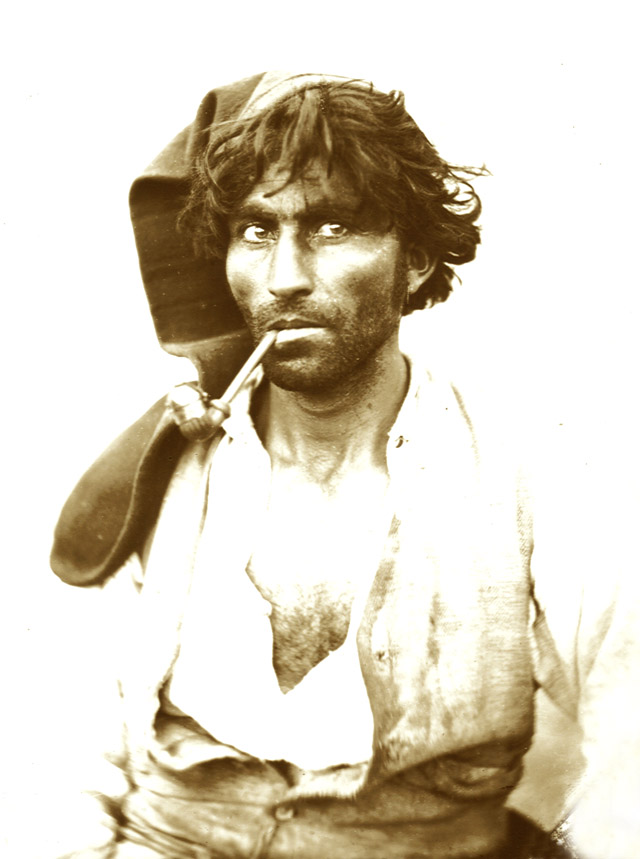
Вильгельм фон Глёден - Рыбак из Катании, 1880-е годы.
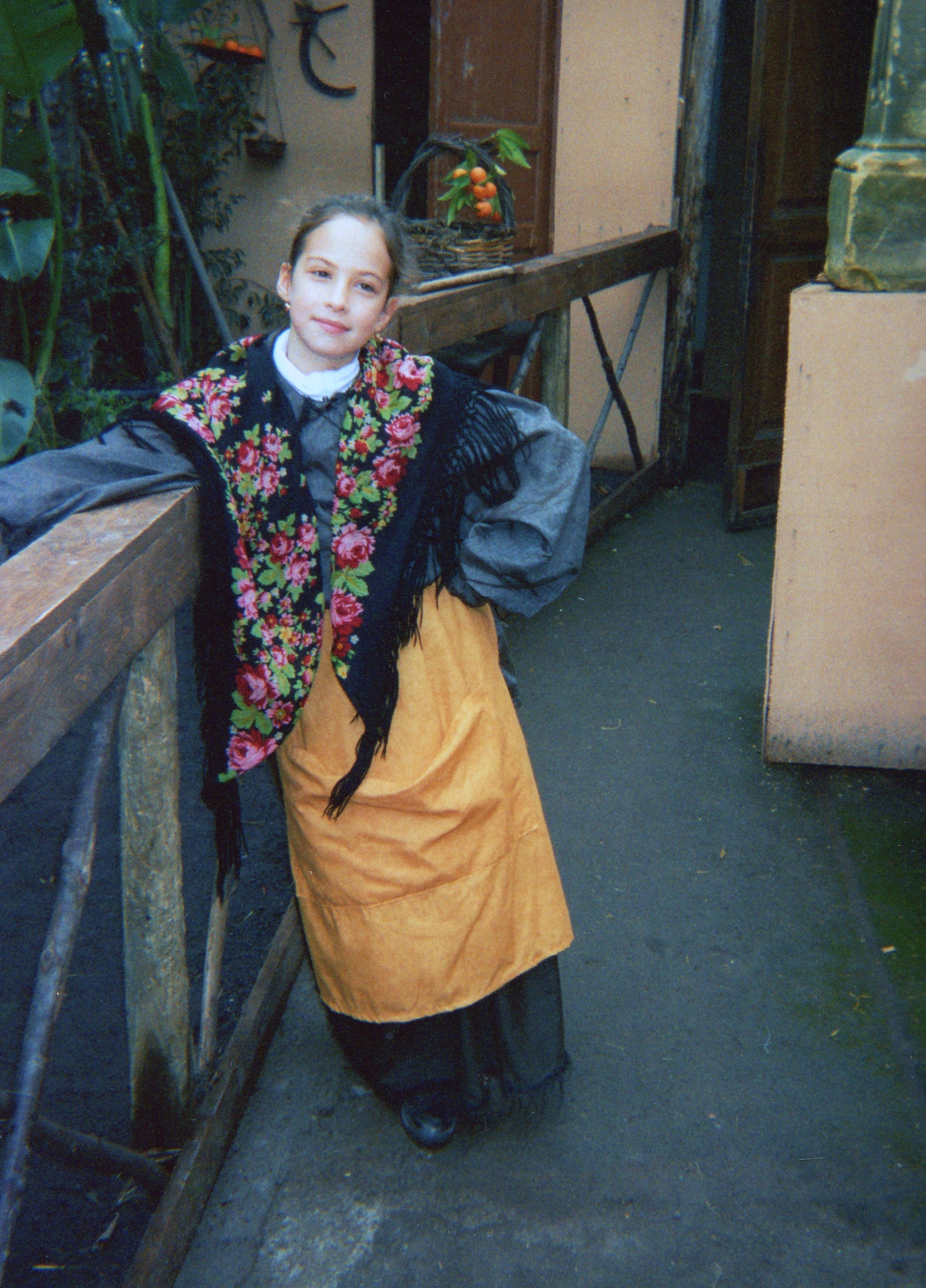
Девочка в сицилийском платье 1880-х годов
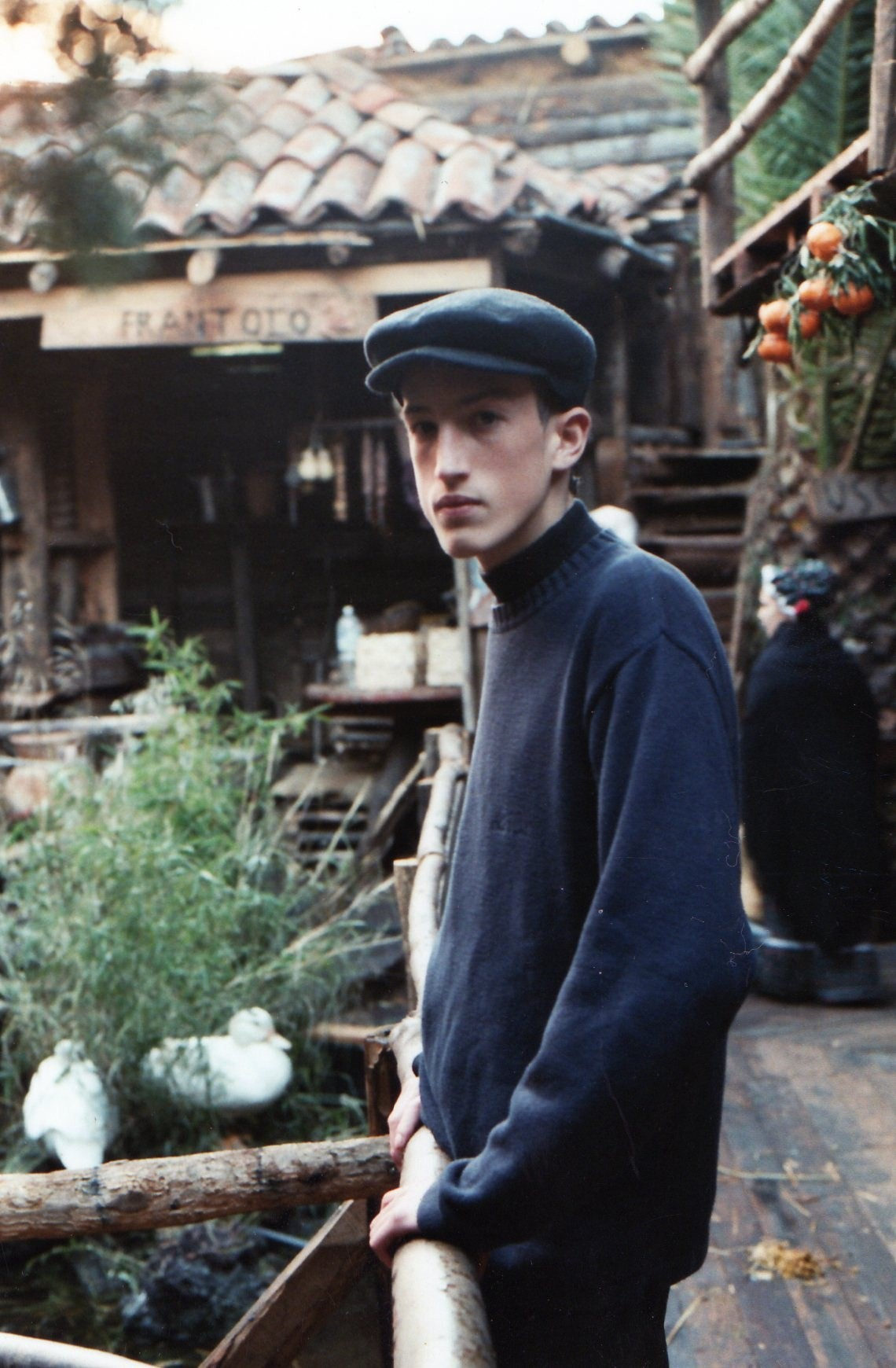
Мальчик в сицилийском наряде 1880-х годов
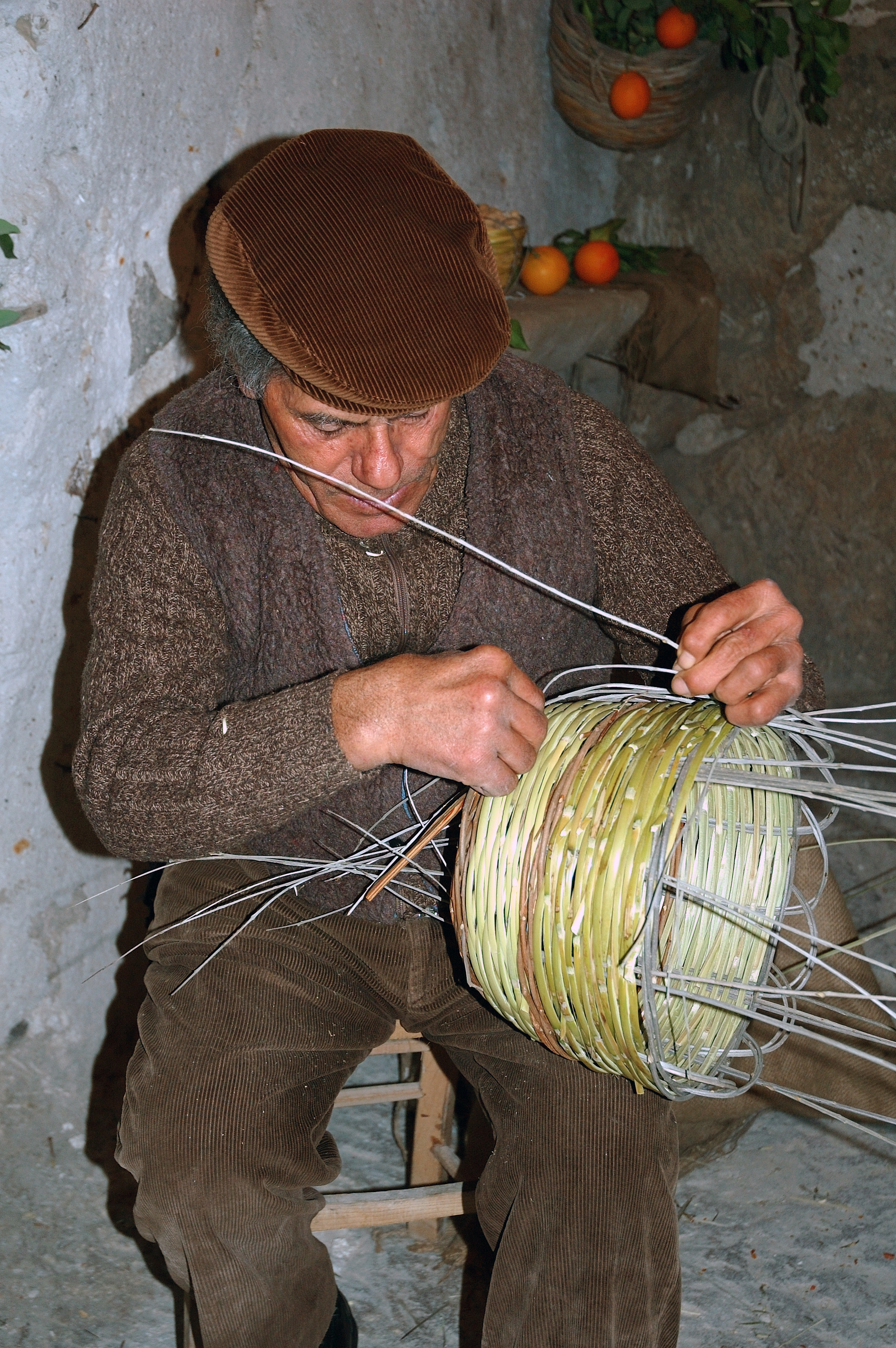
Корзинщик из Сутеры

## Знаменитые сицилийцы
- Джузеппе Томази ди Лампедуза
- Капуана, Луиджи
- Верга, Джованни
- Пиранделло, Луиджи
- Квазимодо, Сальваторе
- Беллини, Винченцо
- Скарлатти, Алессандро
- Гуттузо, Ренато
- Чарльз "Лаки" Лучиано